# Paul McCartney
Sir James Paul McCartney MBE (Liverpool, 18 de juny de 1942) és un cantant i compositor britànic que va assolir la fama per ser membre dels The Beatles, on tocava el baix i compartia la composició principal de cançons i les tasques vocals principals amb John Lennon. Un dels compositors i intèrprets més reeixits de tots els temps, McCartney és conegut pel seu enfocament melòdic en tocar el baix, versàtilitat i àmplia gamma vocal de tenor, i eclecticisme musical, explorant gèneres que van des del pop previ al rock and roll fins a la clàssica, les balades i l'electrònica. La seva associació de composició de cançons amb Lennon és la més reeixida de la història de la música moderna.
Nascut a Liverpool, McCartney va aprendre per ell mateix a tocar el piano, la guitarra i composició de cançons quan era adolescent, després d'haver estat influenciat pel seu pare, un músic de jazz i intèrprets de rock and roll com Little Richard i Buddy Holly. Va començar la seva carrera quan es va unir al grup de skiffle de Lennon, the Quarrymen, el 1957, que finalment es convertiria en els Beatles el 1960. A vegades anomenat «el Beatle simpàtic», McCartney es va submergir més tard al Londres d'avantguarda i va tenir un paper clau en la incorporació de l'estètica de la música experimental a les produccions d'estudi. A partir de l'àlbum de 1967 Sgt. Pepper's Lonely Hearts Club Band, es va anar convertint gradualment en el líder de facto de la banda, donant un impuls creatiu a la majoria dels seus projectes musicals i cinematogràfics. Moltes de les seves cançons dels Beatles, incloses "And I Love Her", "Yesterday", "Eleanor Rigby" i "Blackbird", es troben entre les cançons més versionades de la història. Encara que principalment va ser baixista dels Beatles, va tocar diversos altres instruments, inclosos teclats, guitarres i bateria, en diverses cançons
Després d'anunciar que deixava el grup, McCartney va començar una reeixida carrera en solitari i va formar el grup Wings amb la seva primera dona, Linda i Denny Laine. Sota el lideratge de McCartney, Wings es va convertir en una de les bandes de més èxit dels anys setanta. Va escriure o co-escriure els seus èxits número u als Estats Units o al Regne Unit. Va reprendre la seva carrera en solitari el 1980 i ha estat fent gires com a artista en solitari des de 1989. McCartney ha treballat també com a compositor per a pel·lícules, música clàssica i música electrònica. Ha llançat un gran catàleg de cançons com a artista en solitari i ha format part de molt projectes per promoure organitzacions benèfiques internacionals relacionades amb els drets dels animals, la cacera de foques, les mines terrestres, el vegetarianisme, la pobresa i l'educació musical.
La companyia de McCartney MPL Communications és la propietària dels drets d'autor de més de tres mil cançons, incloses totes les escrites per Buddy Holly. A banda de la música, McCartney també ha fet una carrera pictòrica (tot i que la seva obra ha tingut caràcter privat fins fa poc).
Va ser nomenat membre de l'imperi britànic el 16 d'octubre de 1965 per Elisabet II i va ser nomenat Sir l'11 de març de 1997. Els seus honors inclouen dues inclusions al Rock and Roll Hall of Fame (com a membre dels Beatles el 1988 i com a artista solista el 1999) , un Oscar, un Primetime Emmy Award i 18 Premis Grammy. Des de 2020, és un dels músics més rics del món, amb una fortuna estimada en 800 milions de lliures.

## Biografia

### Primers anys
James Paul McCartney va néixer al Walton General Hospital de Liverpool on la seva mare Mary havia treballat com a infermera a la secció de parts. Té un germà, Michael, nascut el 7 de gener de 1944. Com molta gent de Liverpool té ascendència irlandesa. El seu avi matern Owen Mohin/Mohan va néixer el 1880 a Tullynamalrow, Comtat de Monaghan, Irlanda i es va casar amb Mary Theresa Danher de Toxteth, Liverpool, el 1905.
El 1947, a l'edat de cinc anys, va començar a l'escola. El 1953 va passar l'examen ‘’11-plus'’. Aquest examen el va aprovar també George Harrison, el qual McCartney va conèixer a l'autobús anant cap al Liverpool Institute.
El 1955, la família McCartney es va canviar de casa. Van anar al 20 de Forthlin Road (a Aberton), on van viure fins al 1964. El 31 d'octubre de 1956, quan McCartney estava de campament, la seva mare Mary va morir d'una embòlia, després d'algunes operacions per aturar-li un càncer de mama.
El pare d'en Paul McCartney, Jim McCartney, tocava la trompeta i el piano, i va liderar la banda "Jim Mac’s Jazz Band" als anys 20. Va encoratjar als seus fills a ser músic. Després de la mort de la Mary, en Jim va donar una trompeta a en Paul, però quan la música skiffle es va tornar popular la va canviar per una guitarra acústica Zenith de la companyia Framus de quinze lliures.
A McCartney, que és esquerrà, li resultava difícil tocar la Zenith. Llavors, va veure un pòster promocional de Slim Whitman i es va adonar que invertint l'ordre de les cordes, la podria tocar. Amb aquesta guitarra va compondre la seva primera cançó ("I Lost My Little Girl") quan tenia 14 anys. Després, començaria a tocar el piano i va compondre la melodia del que acabaria esdevenint "When I’m Sixty Four". El seu pare li va aconsellar anar a classes de música, cosa que en Paul va fer, però va preferir aprendre d'oïda.

### Carrera

#### The Quarrymen
Als quinze anys, el 6 de juliol de 1957 va conéixer John Lennon i la seva banda, The Quarrymen, que tocava una barreja de rock and roll i skiffle, un tipus de música popular amb influències de jazz, blues i folk. Poc després, els membres de la banda van convidar McCartney a unir-se com a un guitarrista rítmic, i va formar una estreta relació de treball amb Lennon. George Harrison es va unir el 1958 com a guitarrista principal, seguit per l'amic de l'escola d'art de Lennon Stuart Sutcliffe al baix, el 1960. Al maig de 1960, la banda havia provat diversos noms, incloent-hi Johnny and the Moondogs, Beatals i the Silver Beetles. Van adoptar el nom de the Beatles a l'agost de 1960 i va reclutar el bateria Pete Best poc abans d'una residència de cinc compromisos a Hamburg.

#### The Beatles
El 1961, Sutcliffe va deixar la banda i McCartney es va convertir en el seu baixista. Es discuteix si ho va fer de mala gana o si va buscar activament el paper. Mentre eren a Hamburg, van gravar professionalment per primera vegada i van ser acreditats com els Beat Brothers, que va ser la banda de suport del cantant anglès Tony Sheridan al senzill "My Bonnie". Això va provocar l'atenció de Brian Epstein, que va ser una figura clau en el seu desenvolupament i èxit posteriors. Es va convertir en el seu mànager el gener de 1962. Ringo Starr va substituir Best a l'agost, i la banda va tenir el seu primer èxit, "Love Me Do", a l'octubre, es van fer populars al Regne Unit el 1963, i als EUA un any després. La histèria dels fans es va fer coneguda com a "Beatlemania" i la premsa de vegades es referia a McCartney com el "cute Beatle"Miles 1997, p. 470 (Beatle simpàtic).
McCartney va coescriure (amb Lennon) diversos dels seus primers èxits, inclosos "I Saw Her Standing There", "She Loves You", "I Want to Hold Your Hand" (1963) i "Can't Buy Me Love" (1964).
L'agost de 1965, els Beatles van publicar la composició de McCartney "Yesterday", amb un quartet de cordes. Inclòs a l'àlbum Help!, la cançó va suposar el primer ús gravat d'elements de música clàssica del grup i el seu primer enregistrament que implicava només un membre de la banda. "Yesterday" es va convertir en una de les cançons més versionades de la història de la música popular. Més tard aquell any, durant les sessions de gravació de l'àlbum Rubber Soul, McCartney va començar a substituir a Lennon com la força musical dominant de la banda. El músicòleg Ian MacDonald va escriure, "a partir de [1965] ... [McCartney] aniria en ascens no només com a compositor, sinó també com a instrumentista, arranjador, productor i "director musical de facto dels Beatles." Els crítics van descriure Rubber Soul com un avenç significatiu en el refinament i la profunditat de la música i les lletres de la banda. Considerat com un punt àlgid al catàleg dels Beatles, tant Lennon com McCartney van dir que havien escrit la música de la cançó "In My Life". McCartney va dir sobre l'àlbum: "Havíem tingut el nostre període bonic, i ara era hora d'expandir-se." L'enginyer de gravació Norman Smith va declarar que les sessions de Rubber Soul van exposar indicis d'augment de contenció dins de la banda: "el xoc entre John i Paul s'estava fent evident... [i] pel que fa a Paul, George [Harrison] no podia fer res ben fet: Paul era absolutament exigent".
El 1966, els Beatles van publicar l'àlbum Revolver. Amb lletres sofisticades, experimentació en estudi i un repertori ampliat de gèneres musicals que van des d'arranjaments innovadors fins al rock psicodèlic, l'àlbum va marcar un salt artístic per als Beatles. El primer dels tres cares A de McCartney consecutives, el senzill "Paperback Writer" va precedir el llançament de l'LP. Els Beatles van produir un curtmetratge promocional per a la cançó , i un altre per la seva cara B, "Rain". Les pel·lícules, descrites per Harrison com "el precursor dels videoclips", es van emetre a The Ed Sullivan Show i Top of the Pops al juny de 1966.: "el precursor dels vídeos"; Revolver també incloïa la cançó de McCartney "Eleanor Rigby", que presentava un octet de cordes. Segons Gould, la cançó és "un tour de force neoclàssic... un veritable híbrid, que no s'ajusta a cap estil o gènere de cançó reconeixible". A excepció d'algunes veus de suport, la cançó només incloïa la veu principal de McCartney i les cordes arranjades pel productor George Martin.

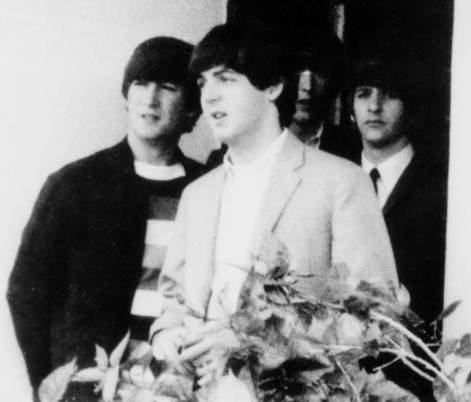
McCartney (centre) amb la resta dels Beatles el 1964

La banda va donar el seu darrer concert comercial al final de la seva gira als Estats Units de 1966. Més tard aquell any, McCartney va completar el seu primer projecte musical independent del grup, una partitura de pel·lícula per a la producció britànica The Family Way. La partitura va ser una col·laboració amb Martin, que va utilitzar dos temes de McCartney per escriure tretze variacions. La banda sonora no va arribar a les llistes, però va guanyar per a McCartney un Premi Ivor Novello al millor tema instrumental.
Al final de la carrera dels Beatles, McCartney sentia malestar a la banda i volia que mantinguessin la productivitat creativa. Els va pressionar perquè comencessin un nou projecte, que es va convertir en Sgt. Pepper's Lonely Hearts Club Band, àmpliament considerat com el primer àlbum conceptual. McCartney es va inspirar per crear una nova persona per al grup, per servir com a vehicle d'experimentació i per demostrar als seus seguidors que havien madurat musicalment. Va inventar la banda fictícia de la cançó del títol. Com va explicar McCartney, "Nosaltres estàvem farts de ser els Beatles. […] Pensàvem en nosaltres mateixos com a artistes més que com a intèrprets".
La mort d'Epstein l'agost de 1967 va crear un buit, que va deixar als Beatles perplexos i preocupats pel seu futur. McCartney va intervenir per omplir aquest buit i es va convertir gradualment de facto en el líder i director empresarial del grup que Lennon havia dirigit una vegada. En el seu primer suggeriment creatiu després d'aquest canvi de lideratge, McCartney va proposar que la banda avances en el seu planeja produir una pel·lícula per a televisió, que es convertiria en Magical Mystery Tour. Segons l'historiador dels Beatles Mark Lewisohn, el projecte va ser "un malson administratiu a tots costats". McCartney va dirigir en gran part la pel·lícula, que va portar al grup la seva primera resposta crítica desfavorable. Tanmateix, la banda sonora de la pel·lícula va tenir més èxit. Va ser llançada al Regne Unit com un disc doble de sis pistes extended play (EP) i com un LP amb el mateix títol als EUA, ple de cinc cançons dels senzills recents de la banda. L'únic recopilatori de Capitol inclòs més tard en el cànon oficial d'àlbums d'estudi del grup, l'LP Magical Mystery Tour va aconseguir 8 milions de dòlars en vendes en tres setmanes després del seu llançament, vendes inicials més elevades que qualsevol altre LP de Capitol fins a aquell moment.
A finals de 1968, les relacions dins de la banda es van deteriorar. La tensió va créixer durant l'enregistrament del seu àlbum doble homònim, també conegut com "White Album". Les coses van empitjorar l'any següent durant les sessions de Let It Be, quan un equip de càmera va filmar McCartney donant una conferència al grup: "Hem estat molt negatius des que el senyor Epstein va morir... sempre estàvem lluitant una mica contra [la seva] disciplina, però és una tonteria lluitar contra aquesta disciplina si és la nostra".
El 12 de març del 1969 es va casar amb Linda Eastman, coneguda fotògrafa nord-americana, i a l'agost, la parella va tenir la seva primera filla, Mary, el nom de la seva difunta mare. Abbey Road va ser l'últim àlbum gravat de la banda, i Martin va suggerir "un peça musical en moviment", instant el grup a pensar simfònicament. McCartney va estar d'acord, però Lennon no. Finalment es van comprometre, acceptant el suggeriment de McCartney: un LP amb cançons individuals a la primera cara i un llarg medley a la segona. L'octubre de 1969, va sorgir un rumor que McCartney havia mort en un accident de cotxe l'any 1966 i havia estat substituït per un doble, però això es va refutar ràpidament quan es va publicar al novembre Life la portada de la revista mostrava ell i la seva família, acompanyats de la llegenda «Paul encara està amb nosaltres».
John Lennon va deixar els Beatles en privat el setembre de 1969, tot i que va acceptar no fer públic la informació per no posar en perill les negociacions comercials en curs. McCartney estava enmig de desacords comercials amb els seus companys de banda, en gran part pel que fa a la gestió del grup per Allen Klein, quan va anunciar la seva pròpia sortida del grup el 10 d'abril de 1970. Va presentar una demanda per la dissolució formal de la banda el 31 de desembre de 1970, i el març de 1971 el tribunal va nomenar un sindicat per supervisar les finances de la companyia dels Beatles Apple Corps. Un tribunal anglès va dissoldre legalment l'associació dels Beatles el 9 de gener de 1975, tot i que les demandes esporàdiques contra la seva companyia discogràfica EMI, Klein i entre ells van persistir fins al 1989.

#### Wings
Mentre els Beatles s'estaven separant el 1969-70, McCartney va caure en una depressió. La seva dona el va ajudar a sortir d'aquesta condició elogiant la seva feina com a compositor i convencent-lo perquè continués escrivint i gravant. En honor seu, va escriure "Maybe I'm Amazed", explicant que amb la ruptura dels Beatles, "aquesta va ser la meva sensació:
| « | (anglès) Maybe I'm amazed at what's going on ... Maybe I'm a man and maybe you're the only woman who could ever help me; Baby won't you help me understand ... Maybe I'm amazed at the way you pulled me out of time, hung me on the line, Maybe I'm amazed at the way I really need you." | (català) potser em sorprèn el que està passant... Potser sóc un home. i potser ets l'única dona que mai podria ajudar-me; bebè, no m'ajudaràs a entendre... Potser estic sorprès de la manera com em vas treure del temps, em vas penjar a la línia, potser estic sorprès de com et necessito". | » |

Va afegir que «cada cançó d'amor que escric és per a Linda».
El 10 d'abril del 1970 va anunciar que deixava els Beatles, fet que va suposar el trencament del grup, coincidint, a més, amb la publicació del seu primer disc en solitari, el 17 d'abril i del primer single, Maybe I'm amazed, que va tenir un gran èxit. Després d'un segon àlbum, Ram, va formar el grup Wings amb Linda (teclats), Denny Laine (guitarra) i Denny Seiwell (bateria). Van fer el primer disc, Wild life, el 7 de desembre del 1971. Uns altres èxits van ser: My love, Band on the run, Silly love songs, Live and let die i Mull of Kintyre. Abans, el setembre de 1971 els McCarntey van tenir una altra filla, la famosa dissenyadora Stella McCartney, anomenada així en honor de les àvies de Linda que compartien aquest nom.
Després de l'addició del guitarrista Henry McCullough, la primera gira de concerts de Wings va començar el 1972 amb una actuació de debut davant d'un públic de set-centes persones a la Universitat de Nottingham. Van seguir deu concerts més mentre viatjaven pel Regne Unit en una furgoneta durant una gira per universitats sense anunciar, durant la qual la banda es va allotjar en un allotjament modest i va rebre un sou en monedes recollida dels estudiants tot evitant les cançons dels Beatles durant les seves actuacions. McCartney va dir més tard: «El més important que no volia era pujar a l'escenari, davant de tot el turment de cinc fileres de gent de premsa amb blocs petits, tots mirant-me i dient: "Ah, bé, no és tan bo com era". Així que vam decidir sortir a aquella gira universitària que em va posar menys nerviós... al final d'aquesta gira em sentia preparat per a una altra cosa, així que vam anar a Europa.» Durant la gira europea de set setmanes i 25 concerts, la banda va tocar gairebé només material en solitari de Wings i McCartney: la versió de Little Richard "Long Tall Sally" va ser l'única cançó que els Beatles havien gravat anteriorment. McCartney volia que la gira evités grans espais; la majoria de les sales petites on tocaven tenien capacitat per a menys de 3.000 persones.
El març de 1973, Wings va aconseguir el seu primer senzill número u als Estats Units, "My Love", inclòs al seu segon LP, Red Rose Speedway, número u dels Estats Units i entre els cinc primers del Regne Unit. La col·laboració de McCartney amb Linda i l'antic productor dels Beatles Martin va resultar a la cançó "Live and Let Die", que va ser el tema principal de la pel·lícula de James Bond Viu i deixa morir (del mateix nom a l'original). Nominada a un Oscar, la cançó va assolir el número dos als EUA i el número nou al Regne Unit. També va guanyar a Martin un Grammy pel seu arranjament orquestral. El professor de música i autor Vincent Benitez va descriure la cançó com a «rock simfònic en el seu millor moment».

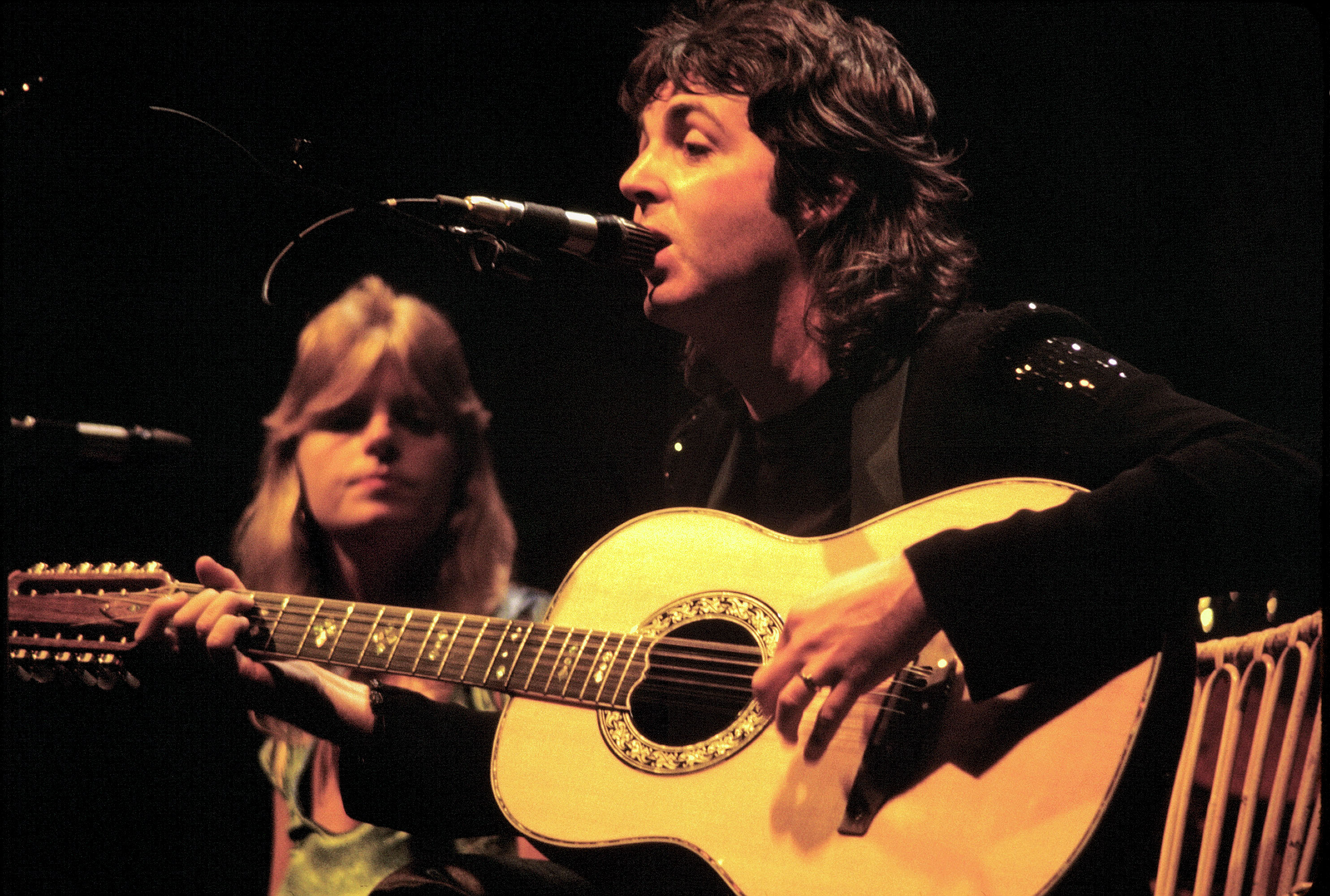
Actuar amb l'aleshores esposa Linda el 1976

Després de la marxa de McCullough i Seiwell el 1973, els McCartney i Laine van gravar Band on the Run. L'àlbum va ser el primer de set LPs de platí dels Wings. Va ser el número u dels Estats Units i el Regne Unit, el primer de la banda a encapçalar les llistes d'ambdós països i el primer de la història en arribar a les llistes de la revista Billboard en tres ocasions diferents. Un dels llançaments més venuts de la dècada, va romandre a les llistes del Regne Unit durant 124 setmanes. Rolling Stone el va nomenar un dels millors àlbums de l'any el 1973, i el 1975, Paul McCartney i Wings van guanyar el premi Grammy a la millor interpretació vocal pop per la cançó "Band on the Run" i Geoff Emerick va guanyar el Grammy a la millor gravació dissenyada per l'àlbum. El 1974, Wings va aconseguir un segon senzill número u als Estats Units amb la cançó que donava títol a l'àlbum. L'àlbum va obtenir el lloc 418 a la llista dels 500 millors discs de tots els temps segons Rolling Stone. El 1974, McCartney va contractar el guitarrista Jimmy McCulloch i el bateria Geoff Britton per substituir McCullough i Seiwell. Posteriorment, Britton va abandonar durant les sessions de gravació el 1975 i va ser substituït per Joe English.
Després de Band on the Run Wings va publicar els àlbums líders de les llistes Venus and Mars (1975) i Wings at the Speed of Sound (1976). El 1975, van començar una gira mundial de catorze mesos, que va incloure parades al Regne Unit, Austràlia, Europa i els EUA. La gira va suposar la primera vegada que McCartney va interpretar cançons dels Beatles en directe amb els Wings, amb cinc al repertori de cançons de dues hores: "I've Just Seen a Face", "Yesterday", "Blackbird", "Lady Madonna" i "The Long and Winding Road". Following the second European leg of the tour and extensive rehearsals in London, the group undertook an ambitious US arena tour that yielded the US number-one live triple LP Wings over America.
El setembre de 1977, va néixer el tercer fill dels McCartney, un fill que van anomenar James. Al novembre, la cançó de Wings "Mull of Kintyre", coescrita amb Laine, es va convertir ràpidament en un dels senzills més venuts de la història de les llistes del Regne Unit. El senzill més reeixit de la carrera en solitari de McCartney, va aconseguir el doble de vendes que el seu anterior rècord, "She Loves You", i va vendre 2,5 milions de còpies i va mantenir el rècord de vendes al Regne Unit fins al senzill benèfic de 1984, "Do They Know It's Christmas?"

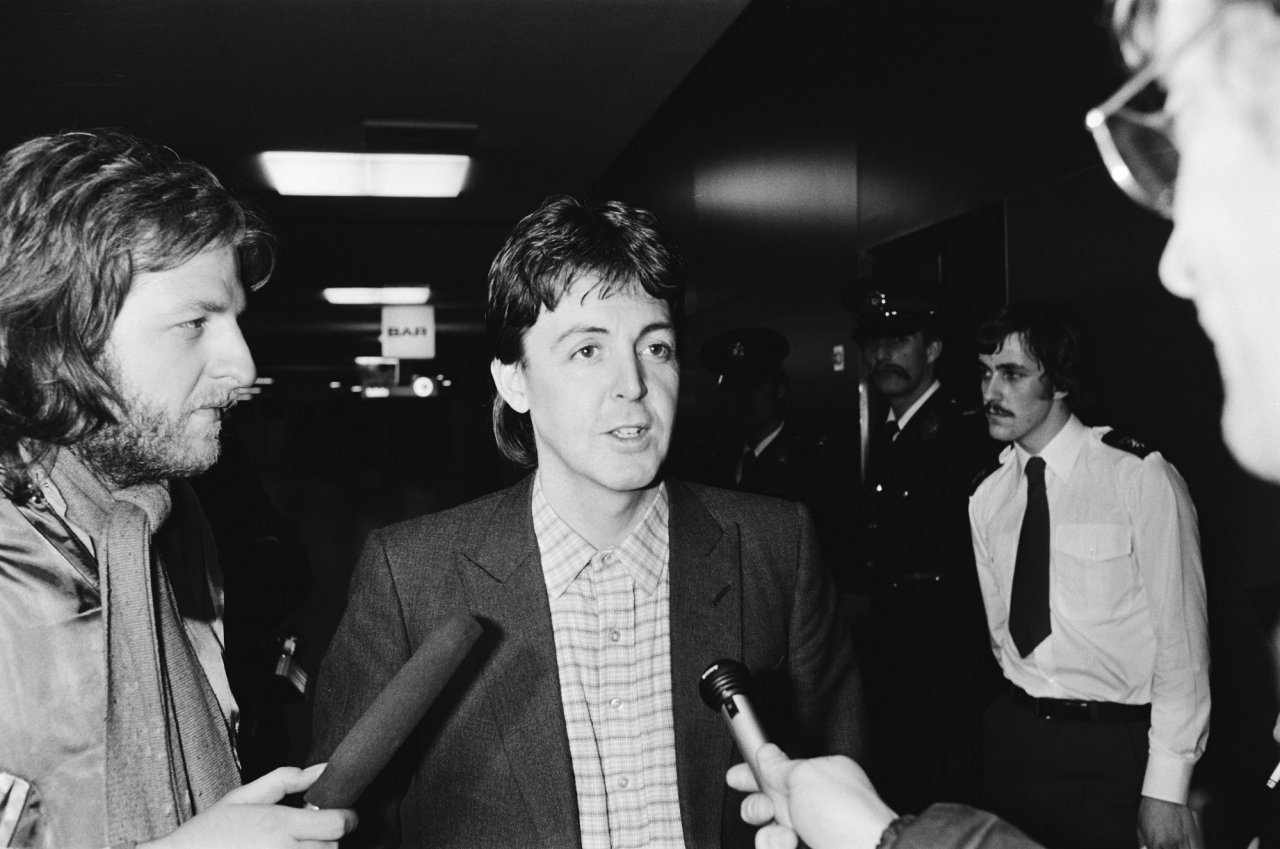
Entrevistat a l'Aeroport d'Amsterdam-Schiphol, gener de 1980

London Town (1978) va generar un senzill número u als Estats Units ("With a Little Luck"), i va continuar la sèrie d'èxits comercials dels Wings, arribant als cinc primers tant als Estats Units com al Regne Unit. La recepció de la crítica va ser desfavorable i McCartney va expressar la seva decepció amb l'àlbum. Back to the Egg (1979) va incloure el muntatge de McCartney d'un supergrup de rock anomenat "Rockestra" en dos temes. La banda incloïa els Wings juntament amb Pete Townshend, David Gilmour, Gary Brooker, John Paul Jones, John Bonham i altres. Tot i ser certificat de platí, els crítics van donar crítiques negativa a l'àlbum. Wings va completar la seva última gira de concerts el 1979, amb vint concerts al Regne Unit que van incloure el debut en directe de les cançons dels Beatles "Got to Get You into My Life", "The Fool on the Hill" i "Let It Be".
El 1980, McCartney va llançar el seu segon LP en solitari, l'autoproduït McCartney II, que va assolir el número u al Regne Unit i el tercer lloc als Estats Units. Igual que amb el seu primer àlbum, el va compondre i interpretar sol. L'àlbum contenia la cançó "Coming Up", la versió en directe de la qual, gravada a Glasgow, Escòcia, el 1979 per Wings, es va convertir en l'últim èxit número u del grup. El 1981, McCartney va sentir que havia aconseguit tot el que podia creativament amb els Wings i va decidir que necessitava un canvi. El grup va deixar de funcionar l'abril de 1981 després que Laine en sortís per desacords sobre pagaments.

#### Carrera en solitari
El 1980 va reprendre la seva carrera en solitari, per bé que acompanyat sempre de Linda i d'alguns dels components de Wings. Entre les cançons que va gravar després, es poden destacar : Ebony and ivory (amb un duet amb Stevie Wonder), Pipes of peace i dues enregistrades amb Michael Jackson, The girl is mine i Say, say, say. El 6 de novembre de 1984 va estrenar una pel·lícula dirigida i interpretada per ell, i amb guió i música seva: Give my regards to Broad Street. McCartney va participar a Live Aid, interpretant "Let it Be", però les dificultats tècniques van fer que la seva veu i el seu piano amb prou feines fossin audibles durant els dos primers versos. Els tècnics de l'equip van resoldre els problemes i David Bowie, Alison Moyet, Pete Townshend i Bob Geldof es van unir a McCartney a l'escenari, rebent una reacció entusiasta del públic.
McCartney va col·laborar amb Eric Stewart a Press to Play (1986), amb Stewart coescrivint més de la meitat de les cançons de l'LP. El 1988, McCartney va llançar Снова в СССР, inicialment disponible només a la Unió Soviètica, que contenia divuit versions; gravat al llarg de dos dies. El setembre de 1989, van llançar la seva primera gira en més d'una dècada. Durant la gira, McCartney va actuar per al públic de l'estadi de pagament més gran de la història el 21 d'abril de 1990, quan 184.000 persones van assistir al seu concert a l'Estadi Maracanã de Rio de Janeiro, Brasil. Aquell any, va llançar el triple àlbum Tripping the Live Fantastic, que contenia actuacions seleccionades de la gira.
També ha compost algunes obres orquestrals de les quals en destaca el Liverpool Oratorio (obra simfònica per a cor i orquestra).
La mort de Linda, el 17 d'abril de 1998, afectà la seva carrera musical, però se'n va refer després del segon matrimoni amb Heather Mills l'11 de juny del 2002. Es van divorciar el 2008. Ara, la seva parella és Nancy Shevell amb qui es va casar el 2011.
El juny de 2012, McCartney va tancar el concert del jubileu de diamants de la reina Elisabet II del Regne Unit que es va celebrar fora del Palau de Buckingham, interpretant un conjunt que incloïa "Let It Be" i "Live and Let Die". Va tancar la cerimònia d'obertura dels Jocs Olímpics d'estiu de 2012 a Londres el 27 de juliol, cantant "The End" i "Hey Jude" i convidant el públic a participar en la coda. Després d'haver donat el seu temps, va rebre 1 £ (1,57 €) dels organitzadors olímpics.
El 18è àlbum en solitari de McCartney, McCartney III, es va publicar el 18 de desembre de 2020, a través de Capitol Records; es va convertir en el seu primer àlbum en solitari número u al Regne Unit des de Flowers in the Dirt el 1989. 'àlbum es va gravar a Anglaterra durant els confinaments de la COVID-19 i continua la tendència de McCartney dels àlbums en solitari homònims amb ell tocant tots els instruments. Un àlbum de "reinterpretacions, remixes i versions" titulat McCartney III Imagined es va publicar el 16 d'abril de 2021.
El llibre de McCartney The Lyrics: 1956 to the Present es va publicar el novembre de 2021. Descrit com un "autoretrat en 154 cançons", el llibre es basa en converses que McCartney va mantenir amb el poeta irlandès Paul Muldoon. The Lyrics va ser nomenat Llibre de l'Any tant per Barnes & Noble com per Waterstones.
L'any 2022, va rebre el Premi Emmy Primetime a la millor sèrie documental o de no ficció com a productor del documental The Beatles: Get Back. El 2023, McCartney va publicar el llibre 1964: Eyes of the Storm, una col·lecció de fotos descobertes recentment que havia fet en l'apogeu de la Beatlemania.

## Distincions

Escut d'armes de Sir Paul McCartney

- Paul McCartney va ser nomenat Membre de l'Orde de l'Imperi Britànic (MBE) el 1965, igual que els altres tres Beatles.[120] El 1996 va ser nomenat Knight Bachelor (Kt).[121]
- El 1990, un asteroide descobert el 1983 per l'astrònom Edward L. G. Bowell va ser batejat "(4148) McCartney" en honor seu.[122]
- Sir Paul McCartney va rebre el juny del 2001 el seu escut d'armes propi del College of Arms. La cimera al capdamunt del blasó és un, ocell mític emblema de Liverpool, en referència als orígens de McCartney.[123] · [124] L'escut és en or, flanquejat en sable amb un feix en or (els dos flancs semblen la closca d'un escarabat, en referència als Beatles). Al centre hi ha dos cercles negres en referència als seus discs i sis traços verticals simbolitzant les cordes d'una guitarra. La divisa és Ecce cor meum ("Heus ací el meu cor"), títol d'un oratori compost per McCartney el 2011.[125]
- El 2 de juny de 2010 va rebre del President dels Estats Units Barack Obama el Premi Gershwin a la Casa Blanca.[126]
- L'1 de desembre de 2011, l'edició de luxe de Band on the Run va ser nominada als Premis Grammy a la categoria "Millor Àlbum Històric"[127]
- El 9 de febrer del 2012, Paul McCartney descobrí la seva estrella al Hollywood Walk of Fame, situada al 1750 Vine Street.
- El 8 de setembre del 2012 va ser nomenat Oficial de la Legió d'Honor, rebent la condecoració de mans del President de la República Francesa François Hollande al Palau de l'Elisi.[128]

## Discografia (anys d'edició)
Vegeu també: Discografia oficial de The Beatles
En Solitari
- McCartney 1970
- RAM 1971
- McCartney II 1980
- Tug Of War 1982
- Pipes Of Peace 1983
- Give My Regards To Broad Street 1984
- Press To Play 1986
- All The Best (Recopilació) 1987
- CHOBA B CCCP (The Russian Album) 1988
- Flowers In The Dirt 1989
- Tripping The Live Fantastic (Enregistrat en directe) 1990
- Tripping The Live Fantastic - Highlights 1990
- Unplugged (The Official Bootleg) (Enregistrat en directe) 1991
- Off The Ground 1993
- Paul Is Live (Enregistrat en directe) 1993
- Flaming Pie 1997
- Band On The Run (Edició del 25 aniversari) 1999
- Run Devil Run 1999
- Driving Rain 2001
- Back in the US (Enregistrat en directe) 2002
- Back in the World (Enregistrat en directe) 2003
- Chaos And Creation In The Backyard 2005
- Memory Almost Full 2007
- iTunes Festival: London (Enregistrat en directe) 2007
- Good Evening New York City (Enregistrat en directe) 2009
- Live in Los Angeles (Enregistrat en directe) 2010
- Kisses on the Bottom 2012
- New 2013
- Egypt Station 2018
- McCartney III 2020

Àlbums amb Wings
- Wild Life 1971
- Red Rose Speedway 1973
- Band On The Run 1973
- Venus And Mars 1975
- Wings At The Speed Of Sound 1976
- Wings Over America (enregistrat en directe) 1976
- London Town 1978
- Wings Greatest (recopilació) 1978
- Back To The Egg 1979
- Wingspan: Hits and History 2001

Àlbums amb The Fireman
- Strawberries Oceans Ships Forest 1994
- Rushes 1998
- Electric Arguments

Àlbums de música clàssica
- Paul McCartney's Liverpool Oratorio 1991
- Selections from Paul McCartney's Liverpool Oratorio 1992
- Standing Stone 1997
- Working Classical 1999
- Ecce Cor Meum 2006

Àlbums experimentals
- Thrillington 1977
- Liverpool Sound Collage 2000
- Twin Freaks 2005

## Premis i nominacions

### Oscars
| Any  | Recipient                                               | Premi                 | Resultat  |
| ---- | ------------------------------------------------------- | --------------------- | --------- |
| 1971 | Let It Be (de la pel·lícula Let It Be)                  | Millor banda sonora   | Guanyador |
| 1974 | "Live and Let Die" (de la pel·lícula Viu i deixa morir) | Millor cançó original | Nominat   |
| 2002 | "Vanilla Sky" (de la pel·lícula Vanilla Sky)            | Millor cançó original | Nominat   |

### Premis Grammy
A més dels seus 18 Grammys, McCartney va rebre el premi Persona de l'any MusiCares de l'Acadèmia Nacional de les Arts i de les Ciències el 2012. McCartney va ser guardonat amb el Grammy a la carrera artística dues vegades. El primer el 1990 pel seu treball en solitari i després amb els Beatles el 2014. Els Beatles també van ser guardonats amb un Grammy Trustees Award el 1972.
| Any  | Recipient                                                            | Premi                                                                                | Resultat  |
| ---- | -------------------------------------------------------------------- | ------------------------------------------------------------------------------------ | --------- |
| 1965 | "I Want to Hold Your Hand"                                           | Gravació de l'any                                                                    | Nominat   |
| 1965 | "A Hard Day's Night"                                                 | Cançó de l'any                                                                       | Nominat   |
| 1965 | The Beatles                                                          | Millor nou artista                                                                   | Guanyador |
| 1965 | A Hard Day's Night                                                   | Millor actuació d'un grup vocal                                                      | Guanyador |
| 1965 | A Hard Day's Night                                                   | Millor gravació de Rock & Roll                                                       | Nominat   |
| 1965 | A Hard Day's Night                                                   | Millor banda sonora original d'una pel·lícula o programa de televisió                | Nominat   |
| 1966 | Help!                                                                | Àlbum de l'any                                                                       | Nominat   |
| 1966 | Help!                                                                | Millor actuació d'un grup vocal                                                      | Nominat   |
| 1966 | Help!                                                                | Millor actuació contemporània (R&R) - Grup (vocal o instrumental)                    | Nominat   |
| 1966 | Help!                                                                | Millor banda sonora original escrita per a una pel·lícula o programa de televisió    | Nominat   |
| 1966 | "Yesterday"                                                          | Gravació de l'any                                                                    | Nominat   |
| 1966 | "Yesterday"                                                          | Cançó de l'any                                                                       | Nominat   |
| 1966 | "Yesterday"                                                          | Millor interpretació vocal, masculina                                                | Nominat   |
| 1966 | "Yesterday"                                                          | Millor interpretació vocal contemporània (R&R) – masculina                           | Nominat   |
| 1966 | "Yesterday"                                                          | Millor senzill contemporani (R&R)                                                    | Nominat   |
| 1967 | Revolver                                                             | Àlbum de l'any                                                                       | Nominat   |
| 1967 | "Michelle"                                                           | Cançó de l'any                                                                       | Guanyador |
| 1967 | "Eleanor Rigby"                                                      | Millor interpretació vocal, masculina                                                | Nominat   |
| 1967 | "Eleanor Rigby"                                                      | Millor interpretació vocal solista contemporània (R&R) - Masculina o femenina        | Guanyador |
| 1967 | "Eleanor Rigby"                                                      | Millor gravació contemporània (R&R)                                                  | Nominat   |
| 1968 | Sgt. Pepper's Lonely Hearts Club Band                                | Àlbum de l'any                                                                       | Guanyador |
| 1968 | Sgt. Pepper's Lonely Hearts Club Band                                | Millor àlbum contemporani                                                            | Guanyador |
| 1968 | Sgt. Pepper's Lonely Hearts Club Band                                | Millor actuació d'un grup vocal                                                      | Nominat   |
| 1968 | Sgt. Pepper's Lonely Hearts Club Band                                | Millor actuació de grup contemporània (vocal o instrumental)                         | Nominat   |
| 1968 | "A Day in the Life"                                                  | Millor arranjament instrumental vocalista/s acompanyant/Millor arranjament de fons   | Nominat   |
| 1969 | Magical Mystery Tour                                                 | Àlbum de l'any                                                                       | Nominat   |
| 1969 | "Hey Jude"                                                           | Gravació de l'any                                                                    | Nominat   |
| 1969 | "Hey Jude"                                                           | Cançó de l'any                                                                       | Nominat   |
| 1969 | "Hey Jude"                                                           | Millor interpretació pop contemporània: vocal, duo o grup                            | Nominat   |
| 1970 | Abbey Road                                                           | Àlbum de l'any                                                                       | Nominat   |
| 1970 | Abbey Road                                                           | Millor interpretació vocal contemporània d'un grup                                   | Nominat   |
| 1970 | Yellow Submarine                                                     | Millor banda sonora original escrita per a una pel·lícula o un especial de televisió | Nominat   |
| 1971 | "Let It Be"                                                          | Gravació de l'any                                                                    | Nominat   |
| 1971 | "Let It Be"                                                          | Cançó de l'any                                                                       | Nominat   |
| 1971 | "Let It Be"                                                          | Millor cançó contemporània                                                           | Nominat   |
| 1971 | Let It Be                                                            | Millor interpretació vocal contemporània d'un duo, grup o cor                        | Nominat   |
| 1971 | Let It Be                                                            | Millor banda sonora original escrita per a una pel·lícula o un especial de televisió | Guanyador |
| 1972 | "Uncle Albert/Admiral Halsey" (amb Linda McCartney)                  | Millor arranjament vocal acompanyat                                                  | Guanyador |
| 1974 | "Live and Let Die"                                                   | Millor interpretació vocal contemporània d'un duo, grup o cor                        | Nominat   |
| 1974 | Live and Let Die (banda sonora)                                      | Àlbum de la millor banda sonora original escrita per a una pel·lícula                | Nominat   |
| 1975 | Band on the Run                                                      | Àlbum de l'any                                                                       | Nominat   |
| 1975 | "Band on the Run"                                                    | Millor interpretació vocal pop d'un duo, grup o cor                                  | Guanyador |
| 1977 | "Let 'Em In"                                                         | Millor arranjament vocal acompanyat                                                  | Nominat   |
| 1980 | "Rockestra Theme"                                                    | Millor actuació instrumental de rock                                                 | Guanyador |
| 1981 | "Coming Up (Live at the Glasgow)"                                    | Millor actuació vocal de rock, masculina                                             | Nominat   |
| 1982 | The McCartney Interview                                              | Millor gravació oral, documental o dramàtica                                         | Nominat   |
| 1983 | Tug of War                                                           | Àlbum de l'any                                                                       | Nominat   |
| 1983 | "Ebony and Ivory" (amb Stevie Wonder)                                | Gravació de l'any                                                                    | Nominat   |
| 1983 | "Ebony and Ivory" (amb Stevie Wonder)                                | Millor actuació d'un duo o grup amb vocalistes                                       | Nominat   |
| 1983 | "What's That You're Doing?"                                          | Millor interpretació vocal de R&B per un duo o grup amb vocalistes                   | Nominat   |
| 1984 | "The Girl Is Mine" (amb Michael Jackson)                             | Millor actuació d'un duo o grup amb vocalistes                                       | Nominat   |
| 1986 | "Do They Know It's Christmas?" (com a artista destacat)              | Millor vídeo musical, format curt                                                    | Nominat   |
| 1987 | "Rupert and the Frog Song"                                           | Millor vídeo musical, format curt                                                    | Nominat   |
| 1996 | Live at the BBC                                                      | Millor àlbum històric                                                                | Nominat   |
| 1997 | The Beatles Anthology                                                | Millor vídeo musical de llarga durada                                                | Guanyador |
| 1997 | "Free as a Bird"                                                     | Millor actuació pop d'un duo o grup amb vocalistes                                   | Guanyador |
| 1997 | "Free as a Bird"                                                     | Millor vídeo musical de format curt                                                  | Guanyador |
| 1998 | Flaming Pie                                                          | Àlbum de l'any                                                                       | Nominat   |
| 2001 | Liverpool Sound Collage                                              | Best Alternative Music Album                                                         | Nominat   |
| 2003 | "Vanilla Sky" (from Vanilla Sky)                                     | Best Song Written for a Motion Picture, Television or Other Visual Media             | Nominat   |
| 2005 | "Something" (with Eric Clapton)                                      | Millor col·laboració pop amb vocalistes                                              | Nominat   |
| 2006 | Chaos and Creation in the Backyard                                   | Àlbum de l'any                                                                       | Nominat   |
| 2006 | Chaos and Creation in the Backyard                                   | Millor àlbum pop vocal                                                               | Nominat   |
| 2006 | "Fine Line"                                                          | Millor interpretació vocal pop masculina                                             | Nominat   |
| 2007 | "Jenny Wren"                                                         | Millor interpretació vocal pop masculina                                             | Nominat   |
| 2008 | Memory Almost Full                                                   | Millor àlbum pop vocal                                                               | Nominat   |
| 2008 | "Dance Tonight"                                                      | Millor interpretació vocal pop masculina                                             | Nominat   |
| 2008 | "Only Mama Knows"                                                    | Millor interpretació vocal de rock en solitari                                       | Nominat   |
| 2009 | "That Was Me"                                                        | Millor interpretació vocal pop masculina                                             | Nominat   |
| 2009 | "I Saw Her Standing There"                                           | Millor interpretació vocal de rock en solitari                                       | Nominat   |
| 2011 | "Helter Skelter" (from Good Evening New York City)                   | Millor interpretació vocal de rock en solitari                                       | Guanyador |
| 2012 | Band on the Run (Paul McCartney Archive Collection — Deluxe Edition) | Millor àlbum històric                                                                | Guanyador |
| 2013 | Kisses on the Bottom                                                 | Grammy al millor àlbum de pop vocal tradicional                                      | Guanyador |
| 2014 | "Cut Me Some Slack" (amb Dave Grohl, Pat Smear i Krist Novoselic)    | Millor cançó de rock                                                                 | Guanyador |
| 2014 | Live Kisses                                                          | Millor pel·lícula musical                                                            | Guanyador |
| 2014 | Ram (Paul McCartney Archive Collection — Deluxe Edition)             | Millor àlbum històric                                                                | Nominat   |
| 2016 | "All Day" (amb Kanye West, Theophilus London i Allan Kingdom)        | Millor actuació rap                                                                  | Nominat   |
| 2016 | "All Day" (amb Kanye West, Theophilus London i Allan Kingdom)        | Millor cançó rap                                                                     | Nominat   |
| 2017 | Tug of War (Paul McCartney Archive Collection — Deluxe Edition)      | Millor paquet d'edició limitada en caixa o especial                                  | Nominat   |
| 2021 | Flaming Pie (Collector Edition)                                      | Millor paquet d'edició limitada en caixa o especial                                  | Nominat   |
| 2022 | "Find My Way"                                                        | Millor cançó de rock                                                                 | Nominat   |
| 2022 | McCartney III                                                        | Millor àlbum de rock                                                                 | Nominat   |

Grammy Trustees Award
| Any  | Recipient   | Premi          | Resultat |
| ---- | ----------- | -------------- | -------- |
| 1972 | The Beatles | Trustees Award | Honorat  |

Grammy a la carrera artística
| Any  | Recipient      | Premi                         | Resultat |
| ---- | -------------- | ----------------------------- | -------- |
| 1990 | Paul McCartney | Grammy a la carrera artística | Honorat  |
| 2014 | The Beatles    | Grammy a la carrera artística | Honorat  |

Grammy Hall of Fame
| Any  | Recipient                             | Premi                      | Resultat |
| ---- | ------------------------------------- | -------------------------- | -------- |
| 1993 | Sgt. Pepper's Lonely Hearts Club Band | Hall of Fame (The Beatles) | Induït   |
| 1995 | Abbey Road                            | Hall of Fame (The Beatles) | Induït   |
| 1997 | "Yesterday"                           | Hall of Fame (The Beatles) | Induït   |
| 1998 | "I Want to Hold Your Hand"            | Hall of Fame (The Beatles) | Induït   |
| 1999 | Revolver                              | Hall of Fame (The Beatles) | Induït   |
| 1999 | "Strawberry Fields Forever"           | Hall of Fame (The Beatles) | Induït   |
| 2000 | Rubber Soul                           | Hall of Fame (The Beatles) | Induït   |
| 2000 | A Hard Day's Night                    | Hall of Fame (The Beatles) | Induït   |
| 2000 | The Beatles (White Album)             | Hall of Fame (The Beatles) | Induït   |
| 2001 | "Hey Jude"                            | Hall of Fame (The Beatles) | Induït   |
| 2001 | Meet the Beatles!                     | Hall of Fame (The Beatles) | Induït   |
| 2002 | "Eleanor Rigby"                       | Hall of Fame (The Beatles) | Induït   |
| 2004 | "Let It Be"                           | Hall of Fame (The Beatles) | Induït   |
| 2008 | "Help!"                               | Hall of Fame (The Beatles) | Induït   |
| 2011 | "Penny Lane"                          | Hall of Fame (The Beatles) | Induït   |
| 2013 | Band on the Run                       | Hall of Fame (Wings)       | Induït   |

### Premi Gershwin a la cançó popular

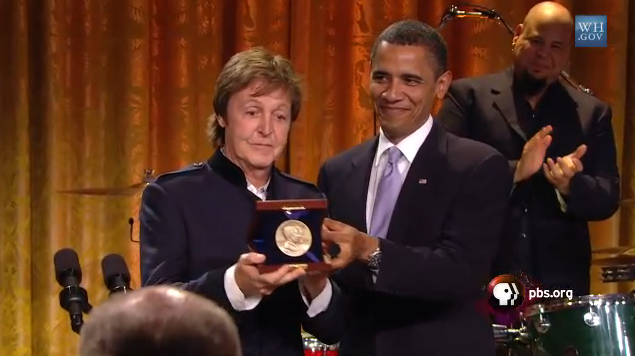
McCartney rebent el Premi Gershwin del president Barack Obama el juny de 2010.

El Premi Gershwin de la Biblioteca del Congrés per a la cançó popular, creada l'any 2007, s'atorga anualment. El 2 de juny de 2010, en una cerimònia a la Casa Blanca, McCartney va rebre aquest premi de mans del president Obama. El Premi Gershwin és el premi més alt que pot rebre un músic als Estats Units; McCartney és el primer destinatari no nord-americà del premi, els anteriors guanyadors van ser Paul Simon i Stevie Wonder.

### Premis NME
| Any  | Premi                                           | Recipient      | Resultat  |
| ---- | ----------------------------------------------- | -------------- | --------- |
| 1963 | Grup vocal mundial                              | The Beatles    | Guanyador |
| 1963 | Millor grup vocal britànic                      | The Beatles    | Guanyador |
| 1963 | Millor disc britànic de l'any – "She Loves You" | The Beatles    | Guanyador |
| 1964 | Millor grup vocal                               | The Beatles    | Guanyador |
| 1964 | Millor grup vocal britànic                      | The Beatles    | Guanyador |
| 1965 | Millor grup vocal britànic                      | The Beatles    | Guanyador |
| 1965 | Millor grup vocal mundial                       | The Beatles    | Guanyador |
| 1966 | Millor grup vocal britànic                      | The Beatles    | Guanyador |
| 1966 | Millor disc britànic de l'any – "Eleanor Rigby" | The Beatles    | Guanyador |
| 1968 | Millor grup vocal britànic                      | The Beatles    | Guanyador |
| 1968 | Millor grup vocal britànic                      | The Beatles    | Guanyador |
| 1968 | Millor disc britànic de l'any – "Hey Jude"      | The Beatles    | Guanyador |
| 1970 | Millor grup britànic                            | The Beatles    | Guanyador |
| 1970 | Millor LP britànic – "Let It Be"                | The Beatles    | Guanyador |
| 1971 | Millor grup britànic                            | The Beatles    | Guanyador |
| 1971 | Millor LP britànic – "Let It Be"                | The Beatles    | Guanyador |
| 1974 | Millor baix                                     | Paul McCartney | Guanyador |
| 1976 | Millor baix                                     | Paul McCartney | Guanyador |
| 1980 | Per serveis destacats a la música               | Paul McCartney | Guanyador |
| 2000 | Millor banda de tots els temps                  | The Beatles    | Guanyador |
| 2005 | Millor esdeveniment                             | Paul McCartney | Guanyador |
| 2014 | El compositor de cançons                        | Paul McCartney | Guanyador |

### Premis American Music
McCartney va guanyar dos premis i ha estat nominat per a dos més.
| Any  | Recipient                                    | Premi                                | Resultat |
| ---- | -------------------------------------------- | ------------------------------------ | -------- |
| 1975 | Wings                                        | Grup/Duo/Grup preferit de pop/rock   | Nominat  |
| 1983 | Paul McCartney                               | Artista masculí preferit de pop/rock | Nominat  |
| 1983 | "Ebony and Ivory" (amb Stevie Wonder)        | Cançó pop/rock preferida             | Nominat  |
| 1986 | Paul McCartney                               | Mèrit                                | Honorat  |
| 1997 | The Beatles Anthology                        | Àlbum pop/rock preferit              | Nominat  |
| 2015 | "FourFiveSeconds" (amb Rihanna i Kanye West) | Col·laboració de l'any               | Nominat  |